# Мате Блажина
Мате Блажина (Чемпаровица, код Лабина, 10. март 1925 — између Локви и Делница, 15. април 1945) био је учесник Народноослободилачке борбе и народни херој Југославије.

## Биографија
Рођен је 10. марта 1925. године у Чемпаровици код Лабина.
Након кпаитулације Италије 1943, ступио је у партизанску јединицу. Учествовао је у низу диверзантских акција на подручју Лабинштине.
Због исказане храбрости у сукобу са немачким трупама у августу 1944. године, постао је члан Комунистичке партије Југославије и одликован Орденом за храброст.
Погинуо је у ноћи 15. априла 1945. године, између Локви и Делница, у сукобу са непријатељским снагама које су биле у повлачењу пред Четвртом армијом ЈА.
Указом председника Федеративне Народне Републике Југославије Јосипа Броза Тита, 27. новембра 1953. године, проглашен је за народног хероја.